# Gustave Caillebotte
Gustave Caillebotte (19 tháng 8 năm 1848, Paris – 21 tháng 2 năm 1894, Gennevilliers) là một họa sĩ người Pháp. Ông là thành viên, cũng là người bảo trợ của nhóm Ấn tượng mặc dù lỗi vẽ của ông mang nhiều tính hiện thực hơn các nghệ sĩ Ấn tượng khác. Caillebotte cũng là một người sớm quan tâm đến nhiếp ảnh như một bộ môn nghệ thuật. Ông qua đời ở tuổi 45 và được chôn cất tại nghĩa trang Père-Lachaise, Paris.

## Tiểu sử
Gustave Caillebotte sinh ngày 19 tháng 8 năm 1848 ở Paris. Ông là con trai cả từ cuộc hôn nhân thứ ba của bố ông Martial Caillebotte đã 2 lần góa vợ (1799-1874) với Céleste Daufresne, con gái của một luật sư từ Lisieux và cháu gái của một công tố viên. Ông có 2 em: Réné và Martial. 